# Batalla del coll de Panissars
La batalla del coll de Panissars, esdevinguda entre el dies 30 de setembre i 1 d'octubre de 1285, va donar per finalitzada la Croada contra la Corona d'Aragó a Catalunya, amb el resultat d'una severa derrota de l'exèrcit francès, batut en la retirada pels Pirineus.

## Antecedents
El papa Martí IV, que havia succeït Climent IV, va declarar el rei Pere el Gran privat dels seus regnes, i donà la investidura del Regne de Sicília a Carles I d'Anjou.
Els francesos ocuparen la Vall d'Aran, però no pogueren continuar avançant en territori català. L'any següent ho provaren amb les tropes que tenien al regne de Navarra, però també fracassaren, i en el contraatac aragonès de l'any 1284 assetjaren Tudela. El 1285 els francesos entraren pel territori rossellonès de Jaume II de Mallorca amb un exèrcit de 100.000 infants, 16.000 cavallers i 17.000 ballesters comandat pel rei de França mateix, Felip l'Ardit, i acamparen a Elna i Perpinyà, creuant pel Pas de la Maçana el juny. Els catalans van aplicar la terra cremada, i els francesos entraren a Castelló d'Empúries, Girona, Figueres, Roses, Sant Feliu de Guíxols i Blanes, i Peralada fou destruïda sense aconseguir rendir-la.
L'estol de la corona d'Aragó, provinent de Sicília comandat per Roger de Llúria havia derrotat la flota francesa a la batalla naval de les Formigues, recuperant el territori del nord. En aquell moment la disenteria s'estengué entre els francesos, que envoltats, sense proveïments i malalts, hagueren de retirar-se, però es trobaren la retirada tallada al Coll de Panissars (L'actual El Pertús) i a La Massana i pel camí de Besalú, on foren derrotats. Els exèrcits catalans accediren a no atacar-los, i els van deixar passar per Agullana. Una part de l'exèrcit francès volgué igualment creuar pel Coll de Panissars, a la Jonquera.

## Batalla
L'exèrcit reial s'avançà a l'exèrcit croat, que s'havia concentrat a Castelló d'Empúries per retirar-se al nord dels Pirineus, i esperà l'exèrcit francès a la Jonquera.

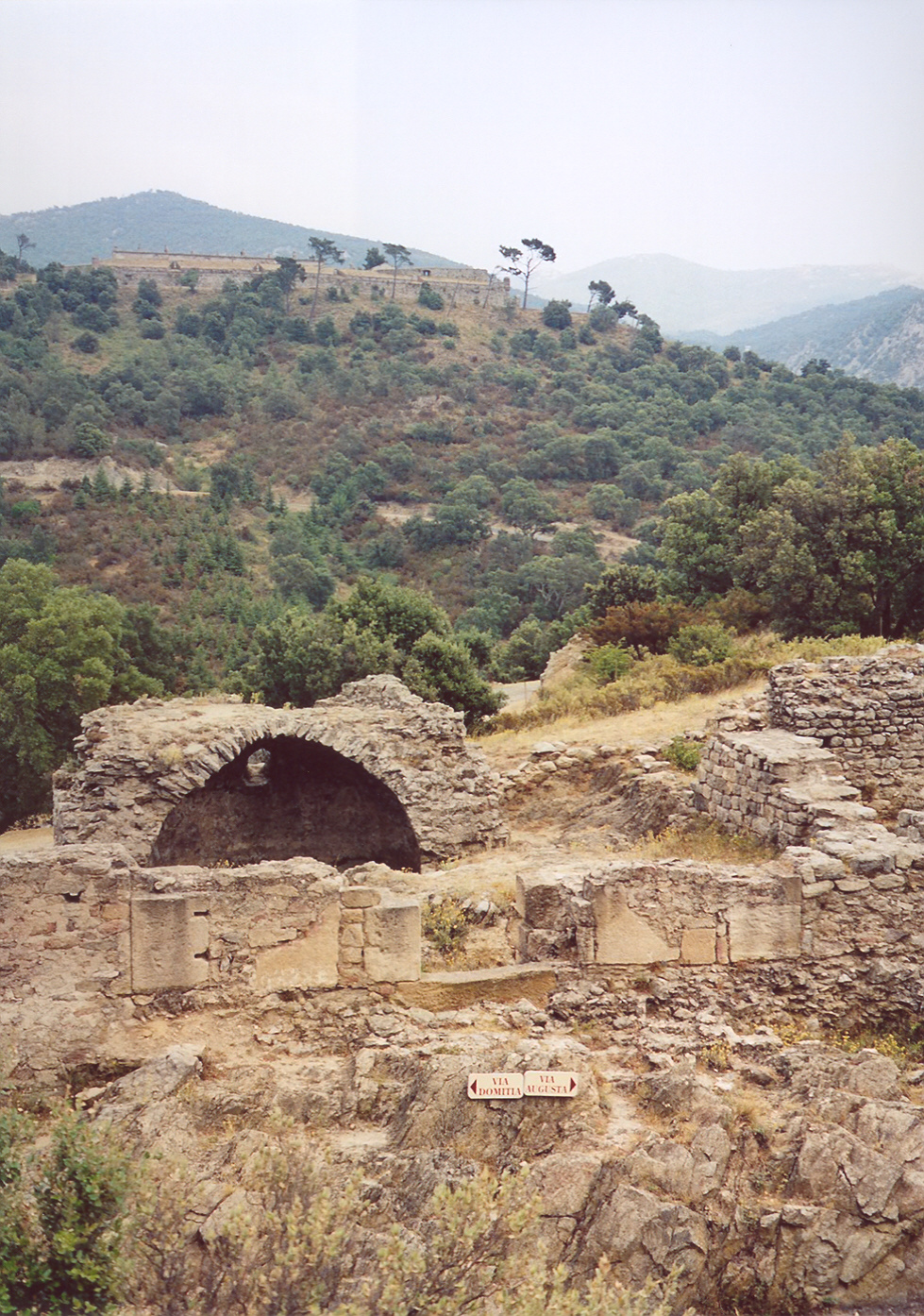
El coll de Panissars, entre el priorat de Santa Maria de Panissars i el castell de la Bellaguarda

Prometent deixar al pas al rei Felip i a la seva família, els reials van atacar la rereguarda de les tropes franceses que es batien en retirada, delmades per les malalties. Per l'avantguarda, Ramon de Montcada i els seus almogàvers van massacrar els fugitius, mentre es respectava l'angoixat rei francès i els membres de la seva família, entre els quals hi havia Carles I de Valois, en la línia successòria de la Corona d'Aragó per la seva mare, Elisabet d'Aragó, germana de Pere el Gran.
Quan va acabar el primer atac, la columna francesa va ser novament atacada per les tropes de Roger de Llúria, que havien desembarcat després de la seva victòria naval davant les costes de l'Empordà, a la batalla naval de les Formigues.
Ramon Muntaner relata en la seva Crònica que els festivals per celebrar la victòria a Barcelona van durar vuit dies.

## Conseqüències

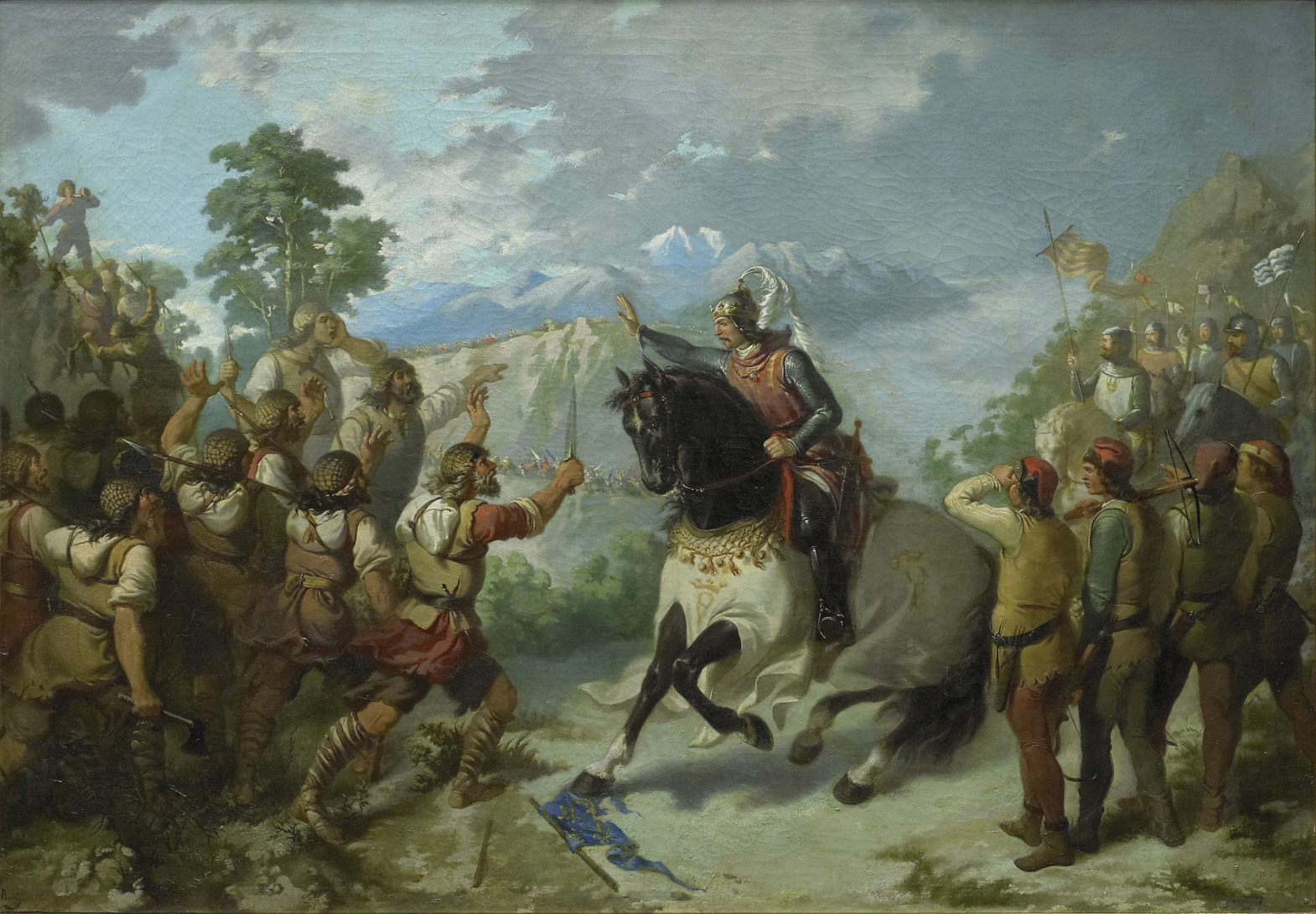
Pere el Gran al coll de Panissars, obra de Bartomeu Ribó.

Incapaços de mantenir-les per manca de subministraments, els francesos rendiren totes les viles que encara tenien a l'Empordà i Eustaqui de Beaumarchais va rendir de nou Girona, però els francesos encara controlaven el Rosselló.
El mateix 1285 Pere el Gran envià una flota contra el seu germà Jaume II de Mallorca, al qual li confiscà el regne, però no pogué veure els resultats de l'expedició en morir pocs dies després a Vilafranca. La mort d'Alfons el Franc el 1291 donà origen, quatre anys més tard, a un gran conflicte entre Catalunya i Sicília, car Jaume el Just fou proclamat comte rei de la Corona d'Aragó i delegà el regne de Sicília en el seu germà petit, Frederic.